# Mantis macroalata
Mantis macroalata är en bönsyrseart som beskrevs av Aare Lindt 1973. Mantis macroalata ingår i släktet Mantis och familjen Mantidae.

## Underarter
Arten delas in i följande underarter:
- M. m. longidorsa
- M. m. macroalata
- M. m. fronticus
- M. m. latiscutula
- M. m. humilis